# ATP do Rio de Janeiro de 2016
O ATP do Rio de Janeiro de 2016, ou Rio Open, foi um torneio profissional de tênis disputado em quadras de saibro ao ar livre entre os dias 15 e 21 de fevereiro no Rio de Janeiro, no Brasil. Foi a terceira edição do torneio.

## Pontos e premiação

### Distribuição de pontos
| Evento  | W   | F   | SF  | QF | Últimos 16 | Últimos 32 | Q  | Q3 | Q2 | Q1 |
| Simples | 500 | 300 | 180 | 90 | 45         | 0          | 20 | —  | 10 | 0  |
| Duplas  | 500 | 300 | 180 | 90 | 0          | —          | 45 | —  | 25 | 0  |

### Premiação
| Evento  | W        | F        | SF      | QF      | Últimos 16 | Últimos 321 | Q3     | Q2   | Q1 |
| Simples | $303,300 | $142,450 | $70,735 | $35,365 | $17,920    | $9,430      | $1,570 | $865 | —  |
| Duplas* | $89,400  | $42,240  | $20,390 | $10,600 | $5,550     | —           | —      | —    | —  |

1 O prêmio em dinheiro dos qualificados é também a premiação dos últimos 16

* por equipe

## Principais participantes na chave de simples

### Cabeças de chave
| País | Tenista            | Ranking1 | Cabeça de chave |
| ---- | ------------------ | -------- | --------------- |
| ESP  | Rafael Nadal       | 5        | 1               |
| ESP  | David Ferrer       | 6        | 2               |
| FRA  | Jo-Wilfried Tsonga | 9        | 3               |
| USA  | John Isner         | 12       | 4               |
| AUT  | Dominic Thiem      | 19       | 5               |
| USA  | Jack Sock          | 23       | 6               |
| ITA  | Fabio Fognini      | 24       | 7               |
| BRA  | Thomaz Bellucci    | 30       | 8               |

- 1 Ranking a partir de 8 de fevereiro de 2016.

### Outros participantes
Os seguintes jogadores receberam wildcards para a chave principal:
- Nicolás Jarry
- Thiago Monteiro
- João Souza

Os seguintes jogadores estiveram no sorteio de qualificação:
- Facundo Bagnis
- Taro Daniel
- Gastão Elias
- Daniel Gimeno-Traver

### Afastados
Antes do torneio
- Andreas Haider-Maurer →substituído por Daniel Muñoz de la Nava
- Fernando Verdasco →substituído por Diego Schwartzman

Durante o torneio
- Alexandr Dolgopolov (lesão no ombro direito)

### Retirados
- Fabio Fognini (tensão abdominal)
- Dušan Lajović (lesão no pé esquerdo)
- Juan Mónaco (lesão no ombro direito)

## Principais participantes na chave de duplas

### Cabeças de chave
| País | Jogador              | País | Jogador       | Ranking1 | Cabeça de chave |
| ---- | -------------------- | ---- | ------------- | -------- | --------------- |
| BRA  | Marcelo Melo         | BRA  | Bruno Soares  | 11       | 1               |
| COL  | Juan Sebastián Cabal | COL  | Robert Farah  | 50       | 2               |
| URU  | Pablo Cuevas         | ITA  | Fabio Fognini | 53       | 3               |
| USA  | Nicholas Monroe      | USA  | Jack Sock     | 68       | 4               |

- 1 Ranking a partir de 8 de fevereiro de 2016.

### Outros participantes
As seguintes duplas receberam wildcards para a chave principal:
- Fabiano de Paula /  Orlando Luz
- Rogério Dutra Silva /  João Souza

A seguinte dupla esteve no sorteio de qualificação:
- Pablo Carreño /  David Marrero

A seguinte dupla competiu como lucky loser:
- Guillermo Durán /  Philipp Oswald

### Afastados
Antes do torneio
- Fabio Fognini (tensão abdominal)

### Retirados
- Jack Sock (lombalgia)

## Campeões

### Simples
- Pablo Cuevas venceu  Guido Pella, por 6–4 , 6–7(5–7) , 6–4

### Duplas
- Juan Sebastián Cabal /  Robert Farah venceu  Pablo Carreño Busta /  David Marrero, por 7–6(7–5) , 6–1